# 梅利耶尔
梅利耶尔（法語：Meslières，法語發音：[mɛljɛʁ]）是法国杜省的一个市镇，属于蒙贝利亚尔区。

## 地理
梅利耶尔（47°25'2"N, 6°53'16"E）面积2.99 平方千米，位于法国勃艮第-弗朗什-孔泰大區杜省，该省份为法国东部内陆省份，北起上索恩省，西接汝拉省，东部及东南部与瑞士接壤，东北部与贝尔福地区省接壤。
与梅利耶尔接壤的市镇（或旧市镇、城区）包括：埃里蒙库尔、罗什莱布拉蒙、格莱。

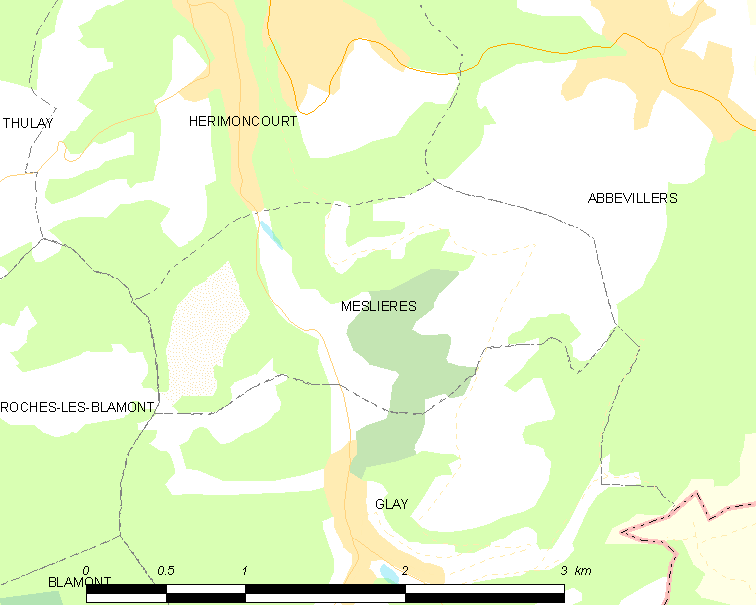
梅利耶尔的OSM定位图

梅利耶尔的时区为UTC+01:00、UTC+02:00（夏令时）。

## 行政
梅利耶尔的邮政编码为25310，INSEE市镇编码为25378。

## 政治
梅利耶尔所属的省级选区为迈什县。

## 人口

1962-2008年间梅利耶尔人口变化图示

梅利耶尔于2022年1月1日时的人口数量为330人。